# 坪頂山尾
坪頂山尾，原稱山尾，是台灣桃園市龜山區的一個傳統地域名稱，位於該區北部。相較於今日行政區，其範圍大致為文化里中部偏東、樂善里水尾西南側邊界地帶。

## 歷史
台灣清治末期至日治前期，坪頂山尾地區為一街庄，稱為「山尾庄」，隸屬於桃澗堡。該庄西北與菜公堂庄為鄰，東北與牛角坡庄為鄰，東南邊、南邊及西邊為舊路坑庄。
1901年（日治明治三十四年）11月，全台廢縣廳改設二十廳，該庄隸屬於桃仔園廳。1903年（明治三十六年），改名桃園廳。1909年（明治四十二年）10月，合併二十廳為十二廳，該庄隸屬不變。1920年（大正九年），該庄改制並改名為「坪頂山尾」大字，隸屬於新竹州桃園郡龜山庄，大字下有「山尾」、「後厝」小字名。
戰後龜山庄改制為龜山鄉，隸屬於新竹縣，大字亦改制為村。1950年桃、竹、苗分治，龜山鄉改隸屬於桃園縣。2014年12月桃園縣升格為直轄桃園市，龜山鄉改制為龜山區。

## 聚落
本地區發展較早的聚落有山尾、後厝等，在日治期初期的官方地圖上已有記載。

## 學校
- 大崗國中（部分）

## 廟宇
- 樂善寺（觀音寺）

## 產業
- 華亞科技園區